# Prep & Landing
Prep & Landing (Patrulla de aterrizaje en España; Lanny y Wayne, los elfos navideños en Hispanoamérica) es un especial de televisión animado estadounidense, basado en una idea de Chris Williams en Walt Disney Animation Studios y desarrollada por Kevin Deters y Stevie Wermers-Skelton para un especial navideño de media hora. Se emitió por primera vez el 8 de diciembre de 2009 en ABC.
El especial se lanzó en línea al día siguiente, junto con un cortometraje original de un minuto, Tiny's BIG Adventure. Una secuela, Operation: Secret Santa, se emitió el 7 de diciembre de 2010, repitiendo el elenco original con la incorporación de Betty White como la Sra. Claus. El segundo especial de televisión navideño de media hora, Prep & Landing: Naughty vs. Nice, se emitió el 5 de diciembre de 2011 en ABC. Un tercer especial de media hora, que se producirá en Disney Television Animation, Prep & Landing: The Snowball Protocol, fue anunciado en Annecy 2024 para su estreno en 2025.

## Trama
Wayne, un elfo navideño, forma parte de una organización de élite conocida como "Prep & Landing", cuyo trabajo consiste en preparar millones de hogares en todo el mundo para la visita de Santa Claus. Tras 227 años trabajando con "Prep & Landing", Wayne anhela ser ascendido a director de la lista de los traviesos. En cambio, su antiguo compañero y aprendiz, Peterson, consigue el ascenso. Wayne conoce a Lanny, un novato recién graduado, a quien Wayne también debe entrenar.
Wayne, aún resentido por el ascenso, decide relajarse durante una misión. Deja que Lanny haga todo el trabajo, lo cual resulta desastroso. Mientras tanto, Santa Claus se entera en pleno vuelo de una gran tormenta de nieve y de que Wayne y Lanny aún no han terminado de preparar la casa. Le piden que cancele el aterrizaje, algo que nunca antes había sucedido; prometen compensar a Timmy, un niño que vive en la casa. Wayne y Lanny descubren que el cambio de ruta fue una decisión definitiva, pero tras escuchar a Timmy darles las gracias en sueños, Wayne decide arreglarlo. Llama a Santa Claus y le dice que debe aterrizar en casa de Timmy. Wayne y Lanny trabajan juntos para que Santa Claus aterrice sano y salvo en el tejado de Timmy. En la mañana de Navidad, Santa Claus le muestra a Wayne que Timmy tuvo una feliz Navidad. Santa Claus le ofrece un ascenso a Wayne como director de la lista de buenos, pero él lo rechaza para poder trabajar con Lanny.

## Premios
| Premios       | Categoría                                              | Nominados                            | Resultado | Ref.  |
| ------------- | ------------------------------------------------------ | ------------------------------------ | --------- | ----- |
| Premios Annie | Mejor Producción Animada para Televisión               | ABC y Walt Disney Animation Studios  | Ganadores | [ 6 ] |
| Premios Annie | Animación de Personaje en una Producción de Televisión | Mark Mitchell                        | Nominado  | [ 6 ] |
| Premios Annie | Animación de Personaje en una Producción de Televisión | Tony Smeed                           | Nominado  | [ 6 ] |
| Premios Annie | Diseño de Personajes en una Producción de Televisión   | Bill Schwab                          | Ganador   | [ 6 ] |
| Premios Annie | Música en una Producción de Televisión                 | Michael Giacchino                    | Nominado  | [ 6 ] |
| Premios Annie | Diseño de Producción en una Producción de Televisión   | Mac George                           | Nominado  | [ 6 ] |
| Premios Annie | Diseño de Producción en una Producción de Televisión   | Andy Harkness                        | Ganador   | [ 6 ] |
| Premios Annie | Storyboard en una Producción de Televisión             | Joe Mateo                            | Nominado  | [ 6 ] |
| Premios Annie | Guion en una Producción de Televisión                  | Kevin Deters, Stevie Wermers-Skelton | Nominados | [ 6 ] |